# Qaanaaq Lufthavn
Qaanaaq Lufthavn (IATA: NAQ, ICAO: BGQQ) er en grønlandsk flyveplads beliggende i Qaanaaq med en gruslandingsbane på 900 m x 30 m. I 2008 var der 1.756 afrejsende passagerer fra flyvepladsen fordelt på 306 starter (gennemsnitligt 5,74 passagerer pr. start).
Qaanaaq Lufthavn drives af Mittarfeqarfiit, Grønlands Lufthavnsvæsen. Statens Luftfartsvæsen fører tilsyn med flyvepladsen.

## Eksterne links
- AIP for BGQQ fra Statens Luftfartsvæsen Arkiveret 13. marts 2013 hos  Wayback Machine